# Ruijin

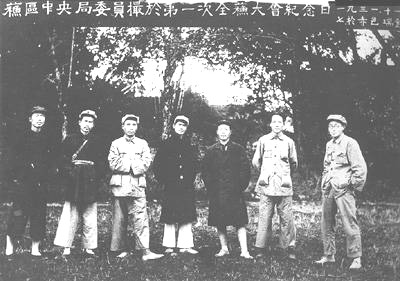
Stichting Jiangxi Sovjet met Mao en Zhu De (1931)

Ruijin is een stadsarrondissement in het zuidoosten van de Chinese provincie Jiangxi. Het ligt tegen de grens aan van de provincie Fujian. Ruijin hoort bij de stadsprefectuur Ganzhou.
Ruijin kent een vochtig subtropisch klimaat, volgens de klimaatclassificatie van Köppen Cfa, met lange hete en vochtige zomers en korte koele maar droge winters. De jaarlijkse gemiddelde temperatuur is 20 °C. Er valt zo’n 1500 mm millimeter neerslag per jaar. De meeste neerslag valt tussen februari en augustus.
Ruijin is bekend geworden als eerste communistische hoofdstad in het land. In de jaren twintig werden de communisten door de Kwomintang verdreven uit Jinggangstan en zochten hun toevlucht in het bergachtige en daardoor moeilijk toegankelijke gebied aan de grens van de twee Chinese provincies. In november 1931 werd hier door Mao Zedong de Jiangxi Sovjet gesticht met Ruijin als hoofdstad. Het was van korte duur en in oktober 1934 werden de communisten uit het gebied verdreven en begon de Lange Mars naar het noorden van China.
De plaats is nu een bekende bestemming voor Rood toerisme. Dit laatste zijn bekende plaatsen die een rol hebben gespeeld in de communistische geschiedenis van het land en veelvuldig door toeristen uit binnen- en buitenland worden bezocht.